# Parafia św. Mikołaja w Benicach
Parafia Świętego Mikołaja w Benicach – parafia rzymskokatolicka należąca do dekanatu Krotoszyn diecezji kaliskiej. Została utworzona w XIII wieku. Mieści się przy ulicy Starogrodzkiej. Parafię prowadzą księża diecezjalni. Od 2019 roku proboszczem jest ks. Jarosław Foryś.